# Maranhal, Yelbarga
Maranhal là một làng thuộc tehsil Yelbarga, huyện Koppal, bang Karnataka, Ấn Độ.